# بيسلي ريس
بيسلي ريس (بالإنجليزية: Beasley Reece)‏ هو لاعب كرة قدم أمريكية وصحفي ومعلق رياضي أمريكي، ولد في 18 مارس 1954 في واكو في الولايات المتحدة.

## وصلات خارجية
- بيسلي ريس على موقع مرجع كرة القدم المحترفة.كوم (الإنجليزية)